# 施瓦茨湖 (路德維希斯盧斯特-帕爾希姆縣)

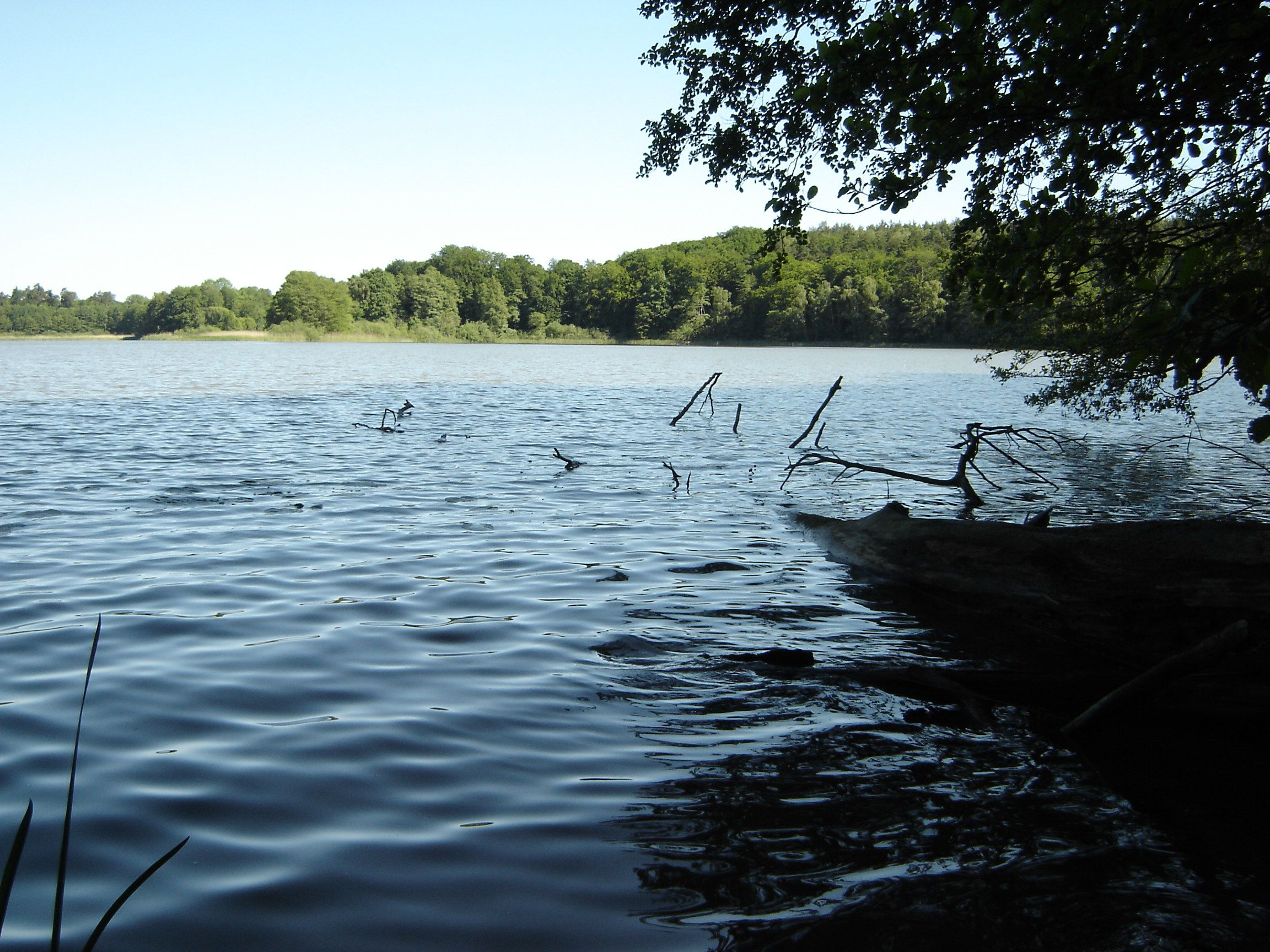

53°38′49.14″N 12°0′29.38″E / 53.6469833°N 12.0081611°E
施瓦茨湖（德語：Schwarzer See），是德國的湖泊，位於該國東北部梅克倫堡-前波美拉尼亞州，由路德維希斯盧斯特-帕爾希姆縣負責管轄，長0.9公里、寬0.6公里，面積0.48平方公里，海拔高度37米。